# Малое Голоустное
Малое Голоустное — село в Иркутском районе Иркутской области России. Расположено в пойме притоков реки Голоустная, Экорлик и Урунтин. Административный центр Голоустненского муниципального образования. Находится примерно в 70 км к востоку от г. Иркутска, на месте русского села Тарбеево. Год основания — примерно 1710.

## Население
| 2002 | 2010  | 2011  | 2012  |
| ---- | ----- | ----- | ----- |
| 1354 | ↘1262 | ↗1271 | ↗1278 |

По данным Всероссийской переписи, в 2010 году в селе проживали 1262 человека (583 мужчины и 679 женщин).